# Évry-Grégy-sur-Yerre
Évry-Grégy-sur-Yerre – miejscowość i gmina we Francji, w regionie Île-de-France, w departamencie Sekwana i Marna.
Według danych na rok 1990 gminę zamieszkiwało 1830 osób, a gęstość zaludnienia wynosiła 96 osób/km² (wśród 1287 gmin regionu Île-de-France Évry-Grégy-sur-Yerre plasuje się na 500. miejscu pod względem liczby ludności, natomiast pod względem powierzchni na miejscu 91.).